# Daniel Friderici
Daniel Friderici (* 1584 in Kleineichstädt; † 23. September 1638 in Rostock) war ein deutscher Kantor, Kapellmeister und Komponist.

## Leben und Werk
Friderici stammte aus ärmlichen Verhältnissen und musste bereits in jungen Jahren seinen Lebensunterhalt als Kurrendesänger und Chorknabe selbst verdienen. Er wurde von Valentin Haussmann und Friedrich Weißensee ausgebildet. 1612 immatrikulierte er sich an der Universität Rostock, wurde aber bereits zwei Jahre später von Graf Anton Günther als Kantor nach Oldenburg berufen und wechselte 1618 in die gleiche Position an die Marienkirche in Rostock. Nachdem er dort seine Ausbildung beendet hatte, wurde er zum Kapellmeister aller Rostocker Kirchen ernannt. Dort wirkte er, bis er 1638 an der Pest starb.
Er schuf etliches an weltlicher als auch geistlicher mehrstimmiger Vokalmusik von hoher Qualität, die zu seinen Lebzeiten und auch danach weite Verbreitung fand. Mit der Musica figuralis verfasste Friderici eine ausführliche praktische Gesangslehre. 1625 gab er eine erweiterte Neuauflage der Piae cantiones heraus.

## Werke

### Geistliche Werke
- Sertum Musicale primum oder Erstes Musicalisches Kräntzlein. 3 Bände, 1614
- Sertum musicale alterum oder Anderes Musicalisches Kräntzlein. 4 Bände, 1619
- Psalmus Regii Prophetae Davidis. 1622
- Bicinia sacra. 1623
- Viridarium Musicum Sacrum. 1625
- Selige Grab- und Himmels Leiter von sieben Spalten. 1628
- Deliciae iuveniles. 2 Teile, 1630

### Weltliche Werke
- Servia musicalis prima. 1614
- Servia musicalis altera. 1617
- Newes gantz lustiges und kurtzweiliges Quodlibet. 1622, 2. Aufl. als Newe Avisen 1635
- Amores musicales oder newe gantz lustige und anmutige weltl. Liedlein. 1624
- Honores musicales oder newe gantz lustige Ehrenliedlein. 1624
- Amuletum musicum contra melancholiam. 1627
- Hilarodicon das ist: Gantz artige und sehr lustige newe Vinetten oder Wein Liederlein. 1632
- Amores musicales oder newe gantz lustige Amorosische Liedlein. 1633.

### Schriften
- Musica Figuralis, Oder Newe Klärliche Richtige/ und vorstentliche unterweisung/ Der SingeKunst. Hallervordt; Fueß, Rostock 1619. (Digitalisat und Volltext im Deutschen Textarchiv)

### Moderne Ausgaben
- Florian Grampp (Hrsg.): Deutsche Gesangstraktate des 17. Jahrhunderts. Bärenreiter, Kassel 2006, ISBN 3-7618-1754-1. (Faksimile von Fridericis Musica figuralis zusammen mit Johann Andreas Herbst: Musica Moderna Prattica und Johann Crüger: Musicae practicae praecepta brevia.)

### Sekundärliteratur
- Moritz Fürstenau: Friderici, Daniel. In: Allgemeine Deutsche Biographie (ADB). Band 7, Duncker & Humblot, Leipzig 1877, S. 384 .
- Hans Heinrich Eggebrecht: Friderici, Daniel. In: Neue Deutsche Biographie (NDB). Band 5, Duncker & Humblot, Berlin 1961, ISBN 3-428-00186-9, S. 437 f. (Digitalisat).
- Axel May: Wir „lieben sehr im Herzen …“ Daniel Friderici. Kantor in Oldenburg 1614–1618 (= Schriften der Landesbibliothek Oldenburg Nr. 61. Hrsg. von Corinna Roeder). Isensee Verlag, Oldenburg 2014.
- Martin Ruhnke: Friderici, Daniel. In: Friedrich Blume (Hrsg.): Die Musik in Geschichte und Gegenwart (MGG). Erste Ausgabe, Band 4 (Fede – Gesangspädagogik). Bärenreiter/Metzler, Kassel u. a. 1955, DNB 550439609, Sp. 937–942
- Andreas Waczkat: Friderici, Friedrich, Fridrich, Daniel. In: Ludwig Finscher (Hrsg.): Die Musik in Geschichte und Gegenwart. Zweite Ausgabe, Personenteil, Band 7 (Franco – Gretry). Bärenreiter/Metzler, Kassel u. a. 2002, ISBN 3-7618-1117-9, Sp. 120–122 (Online-Ausgabe, für Vollzugriff Abonnement erforderlich)